# OP Водолея
OP Водолея (лат. OP Aquarii), HD 199570 — одиночная переменная звезда в созвездии Водолея на расстоянии приблизительно 2519 световых лет (около 772 парсеков) от Солнца. Видимая звёздная величина звезды — от +9,4m до +8,6m.

## Характеристики
OP Водолея — красный гигант, пульсирующая медленная неправильная переменная звезда (LB) спектрального класса M5 или M3/4III. Радиус — около 110,77 солнечных, светимость — около 1368,71 солнечных. Эффективная температура — около 3336 К.